# NGC 7766
NGC 7766 este o galaxie situată în constelația Pegas. A fost descoperită în 9 octombrie 1872 de către Ralph Copeland⁠(d).